# Regenrückhaltebecken im Bezirk Marzahn-Hellersdorf

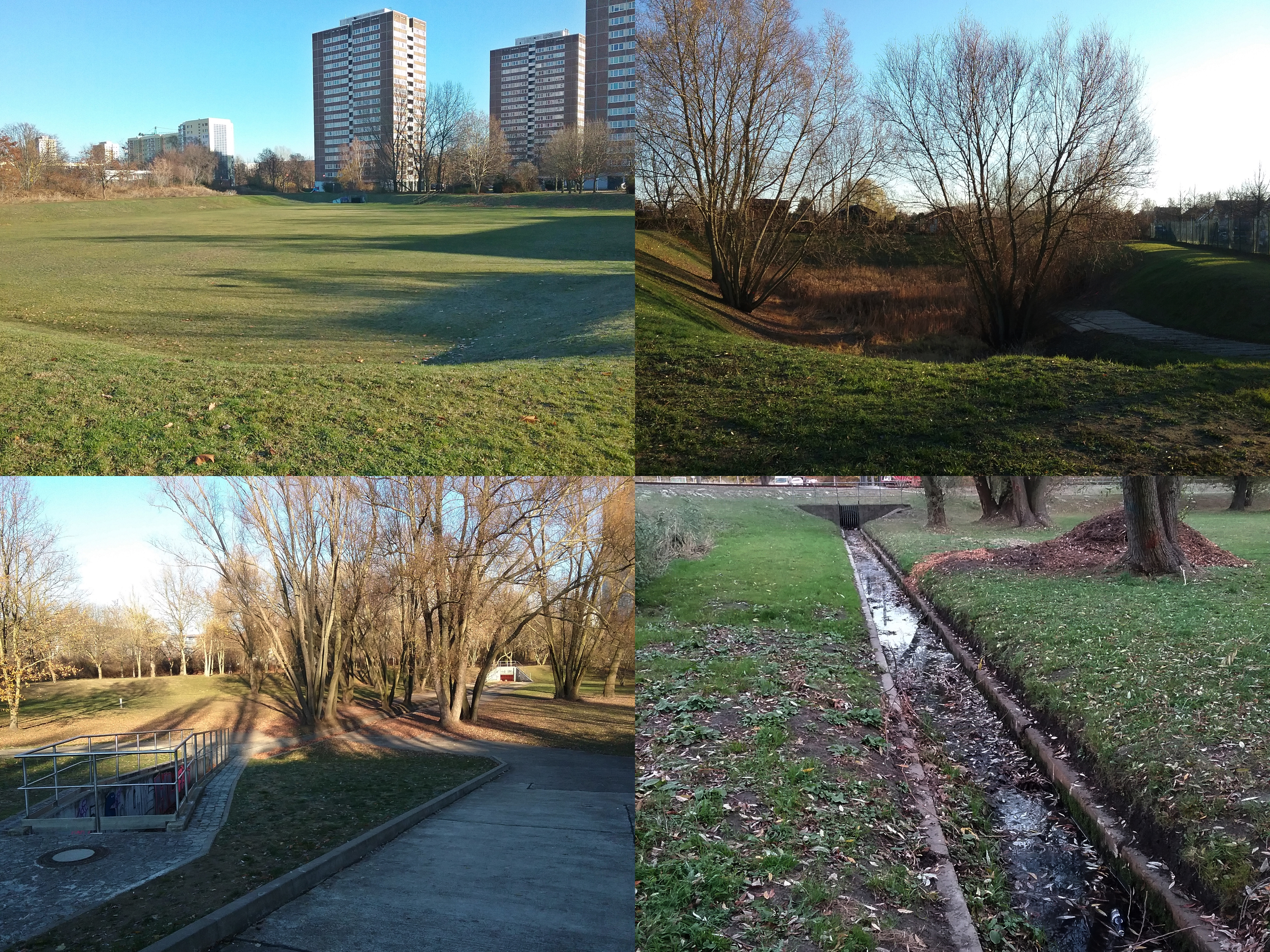
1. Alfred-Döblin-Straße (oben links)
2. Dahlwitzer Straße (oben rechts)
3. Paul-Schwenk-Straße (unten links)
4. Trusetaler Straße (unten rechts)

Die Regenrückhaltebecken im Bezirk Marzahn-Hellersdorf sind Regenrückhaltebecken (RHB) im Berliner Bezirk Marzahn-Hellersdorf, die bei Niederschlägen vor allem von versiegelten Flächen klären und ableiten. Diese Regenrückhaltebecken sind nicht natürlich entstandene Gewässer, sondern technische Bauwerke.

## Regenrückhaltebecken

### Alfred-Döblin-Straße
Im Nordwesten von Marzahn zwischen der Märkischen Allee und dem Bürgerpark Marzahn (⊙) befindet sich das Regenrückhaltebecken, das meistens trocken liegt. Dort stehen Eichen, Linden, Ahorn, und Pappeln und das Becken ist mit einer Trittgrasflur bewachsen. Es besitzt am Westzipfel einen gemauertern Zulauf. Rund um das Regenrückhaltebecken geht ein Spazierweg entlang und an der Ostseite führt eine kleine Treppe ins Becken.

### Cecilienstraße
Das Regenrückhaltebecken liegt nördlich der Cecilienstraße (⊙) und wurde Anfang der 1980er Jahre im Zuge der Neubausiedlung Hellersdorf als flaches Becken angelegt. Es wird von Norden nach Süden etwas tiefer. In der Nähe fließt die Wuhle entlang. Die Wasserfläche ist völlig unter dem bewachsenen Rohrglanzgras verschwunden. Das Becken wird der natürlichen Entwicklung überlassen und kann sich so naturnah und ungestört entwickeln. Außerdem ist es ein Teil des ökologisch sehr bedeutenden Abschnittes des Wuhletals zwischen Eisenacher Straße, Cecilienstraße, Kienberg und Hellersdorfer Straße. Dort wachsen gefährdete Pflanzenarten und es leben gefährdete Tierarten.

### Dahlwitzer Straße
Das Regenrückhaltebecken Dahlwitzer Straße (⊙) liegt östlich von Hellersdorf und grenzt westlich an eine große Kleingartenanlage. Um das Becken wurde ein Zaun errichtet und das Gewässer hat die Form eines Dreiecks. Im nördlichen Bereich des Beckens haben sich verschiedene Gehölze wie Holunder, Haselnuss, Ahorn, Birken und Weiden angesiedelt. Außerdem wachsen dort im westlichen Bereich des Beckens der Riesen-Bärenklau und  es leben geschützte Tierarten wie die Wechselkröte, die Zauneidechse, viele Insekten und Reptilien.

### Hellersdorfer Weg
Im Gewerbegebiet Wolfener Straße hat man im Jahr 1999 ein Regenrückhaltebecken Hellersdorfer Weg (⊙) für die Entwässerung angelegt. Es so groß, dass es auch noch Regenwasser weiterer Gewerbeflächen aufnehmen kann. Das Becken ist von einem Zaun umschlossen und es ist mit Gras bewachsen. Das Regenwasser wird in den kleinen Fluss Neue Wuhle eingeleitet.

### Hohensaatener Straße
Das Regenrückhaltebecken liegt östlich des Blumberger Damms an der Kreuzung Hohensaatener Straße (⊙) und ist circa 120 Meter lang und 50 Meter breit. Es wird umsäumt von Weiden, Linden und Holunderbüschen. Das Becken fällt in zwei Stufen bis zu 4 Meter ab. Der Regenwasserzulauf befindet sich nordwestlich und der Graben liegt meistens trocken.

### Paul-Schwenk-Straße
Am Rande der Paul-Schwenk-Straße (⊙) liegt das Regenrückhaltebecken. Es hat eine Größe von circa 150 × 80 Metern und ist mit grüner Wiese bedeckt. Außerdem ist der Ablaufschacht circa 1 Meter breit und verläuft quer durch das Gebiet. Um das Regenrückhaltebecken stehen vereinzelte Weiden, Ahorn, Pappeln und Haselnuss. Diese haben sich teilweise schon ins Becken hinein angesiedelt. Ein Spazierweg geht an dem Becken vorbei.

### Trusetaler Straße
Das Regenrückhaltebecken liegt trocken und ist von den Straßenbahngleisen eingekreist. Es wird begrenzt von der Wuhletalstraße im Norden und im Süden und Westen von der Trusetaler Straße. (⊙) Südwestlich des Regenrückhaltebeckens befindet sich ein Zugang über die Straßenbahngleise. Dort verläuft eine gefestigte Abfahrt zum Becken. Umgeben ist es von einem starken Baum- und Strauchbewuchs. Die Beckenböschung ist relativ flach und man kann das Zu- und Abflussrohr gut erkennen.

### Wiesenburger Weg
Auf dem Gelände der Knorr-Bremse (⊙) befindet sich das Regenrückhaltebecken. Auf der Ostseite sind zwei gemauerte Zu- und Abläufe. Das Wasser im Becken ist äußerst gering, dort steht an der steilen Böschung circa 4 bis 5 Meter hohes Röhricht und am Böschungsrand stehen vereinzelt verschiedene Birken, Weidenarten und Robinien.